# THEMIS (telescopio)
THEMIS (Fr Télescope Héliographique pour l'Etude du Magnétisme et des Instabilités Solaires, IT:telescopio Eliografico Per lo Studio del Magnetismo e delle Instabilità Solari) è un telescopio italo francese, facente parte dell'Osservatorio del Teide, situato sull'isola di Tenerife. Lo strumento, terzo più grande al mondo al momento della costruzione, ha un'apertura utile di 90 cm. e consente un'elevata precisione nella spettropolarimetria della superficie solare, unita ad un'elevata risoluzione in modalità monocromatica

## Storia

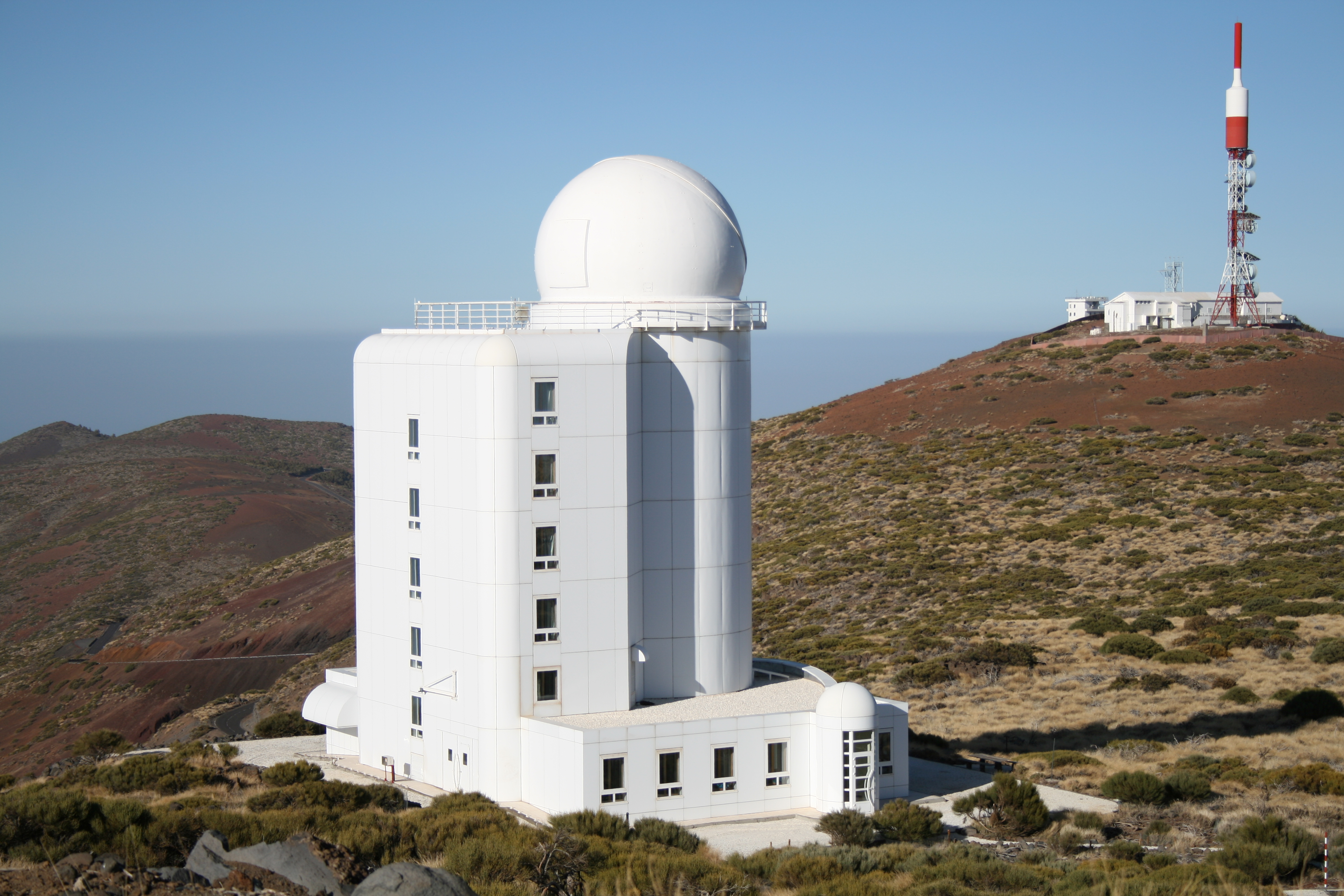
THÉMIS

Verso la fine del XX secolo c'è stato un aumento di interesse verso gli studi sul Sole. Dallo sviluppo dei primi strumenti in Francia durante gli anni '50, il gruppo solare dall'Osservatorio di Parigi divenne un leader internazionale per le osservazioni magnetiche solari durante gli anni '70. All'interno di questo gruppo è emerso nel 1982 il progetto di un grande telescopio solare dedicato all'osservazione del magnetismo solare. La costruzione iniziò nel 1993, con prima luce nel 1996 e disponibilità di accesso alla comunità internazionale dal 1999.

## Dati tecnici
Il telescopio è di tipo Ritchey-Chrétien con rapporto focale f/16 con montatura altazimutale; un tubo per telescopio riempito di elio, un polarimetro di Stokes situato al fuoco principale. Lo spettrografo multi-modalità, fornisce analisi di polarimetria vettoriale di routine con una precisione che varia da 10-3 a 10-5 in alcune configurazioni. Il design dello spettrografo consente di osservare fino a 10 lunghezze d'onda simultaneamente da 400 a 1100 nm, dando l'opportunità di eseguire l'inversione 3D della struttura dei campi magnetici nell'atmosfera solare. Themis offre attualmente 3 modalità di osservazione complementari:
- Modalità MTR per specometolarimetria multilinea
- Modalità MSDP che consente lo spettrofotometria a doppio passaggio subestrato multicanale con polarimetria
- Modalità IPM per un imaging a banda molto stretta con un filtro birifrangente universale seguito da un interferometro di Fabry-Pérot.